# Lampo (cane)

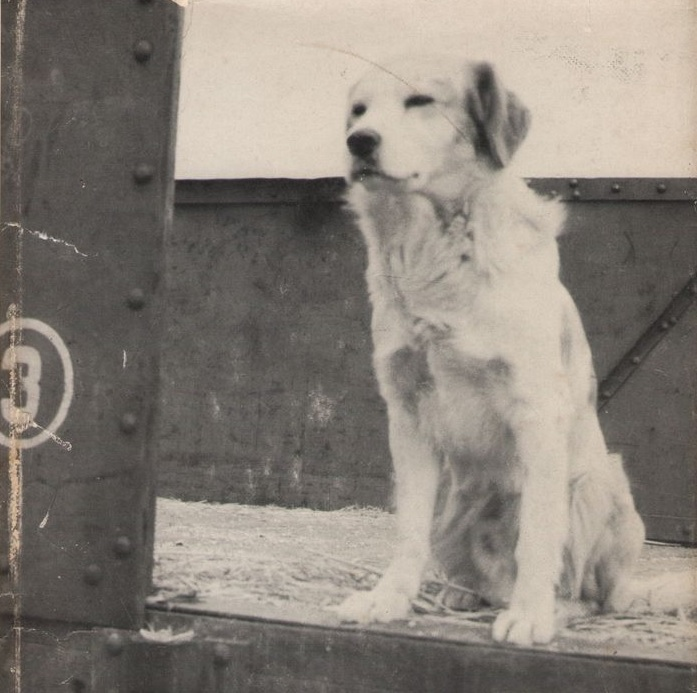
Lampo, il cane viaggiatore

Lampo (circa 1950 - Campiglia Marittima, 22 luglio 1961) è stato un cane meticcio pezzato, divenuto famoso per aver compiuto, totalmente da solo, numerosi viaggi in treno lungo l'Italia, tanto da essere soprannominato il cane ferroviere o il cane viaggiatore.

## Storia
(Elvio Barlettani)

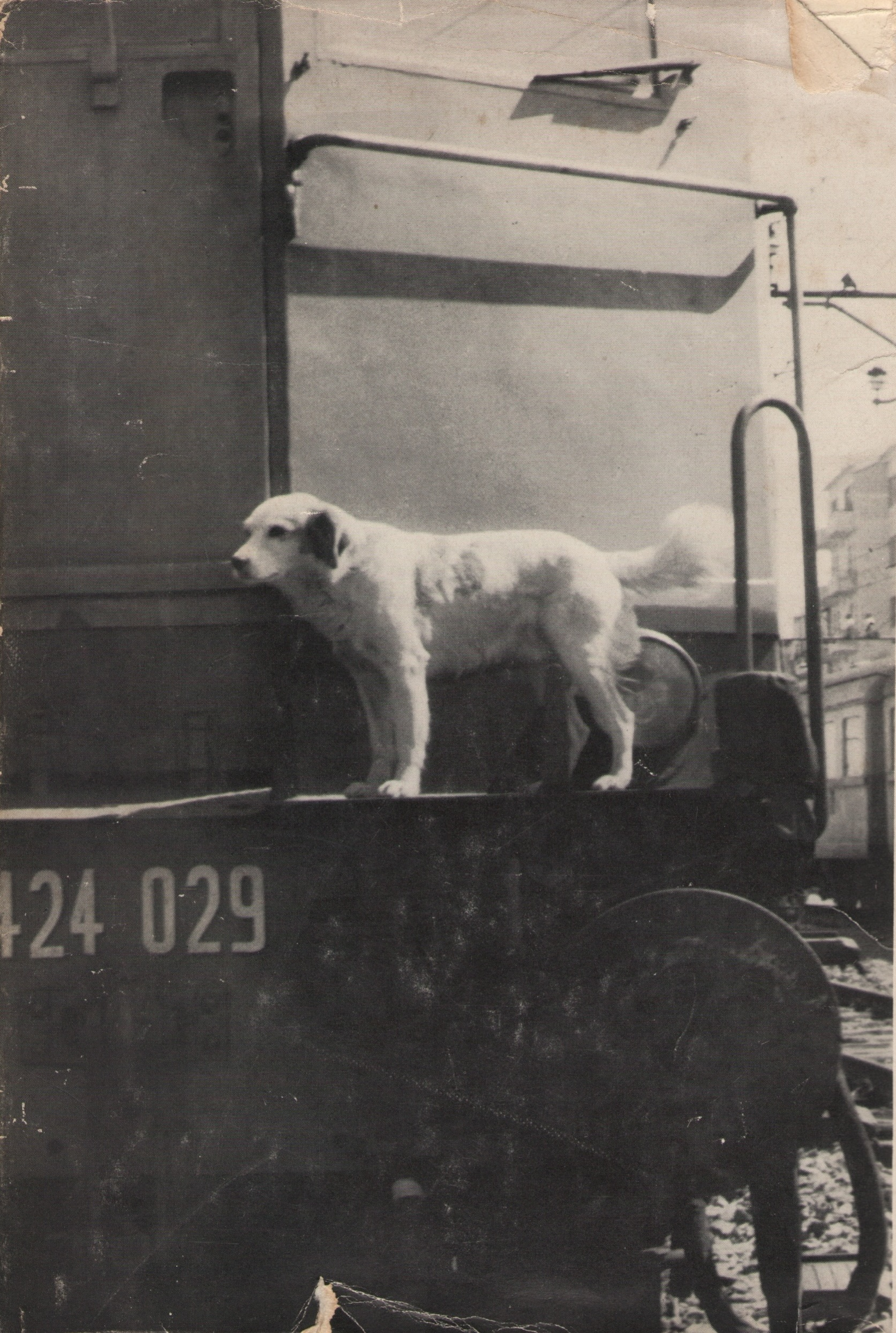
Lampo su una locomotiva

Lampo comparve nella stazione di Campiglia Marittima in una giornata del mese di agosto del 1953: era un «piccolo bastardello pezzato, senza famiglia né dimora», sceso da un vagone di un treno merci di passaggio. Elvio Barlettani, il vice capostazione dello scalo, residente a Piombino, venne convinto dalla figlia Mirna a metterlo al sicuro nel suo ufficio, nonostante i rigidi regolamenti ferroviari, «per non più di una notte». Alla fine, però, la famiglia Barlettani (che possedeva già un altro cane, il pastore tedesco Tigre) finì per adottarlo, battezzandolo Lampo per via della sua velocità.
Ben presto il cane imparò gli orari dei treni e si dimostrò in grado di distinguere i convogli lenti da quelli veloci e di riconoscere le carrozze ristorante dei treni per andare a chiedere cibo al personale di bordo. Quasi tutte le mattine saliva da solo sul treno a Campiglia per andare a Piombino ad accompagnare Mirna Barlettani a scuola, per poi ritornare a Campiglia con un treno in senso opposto, e quotidianamente saliva su treni diretti in località diverse, viaggiando da solo attraverso numerose linee ferroviarie italiane, per poi ritornare a fine giornata, sempre in treno, a Campiglia, recandosi spesso anche a casa Barlettani.
Dopo alcuni anni, la Direzione del compartimento ferroviario di Firenze obbligò Barlettani ad allontanare il cane: inizialmente venne messo su un treno merci diretto a Napoli ma riuscì a ritornare a Campiglia dopo qualche giorno. In seguito venne affidato a un contadino delle campagne vicino a Barletta, ma nonostante ciò, dopo circa cinque mesi, ricomparve a Campiglia Marittima, dove divenne ufficialmente la mascotte della stazione ferroviaria. La sua storia incuriosì i giornalisti di tutto il mondo, che gli dedicarono servizi televisivi, articoli e copertine. Nel novembre 1958 la Rai mandò in onda un servizio dedicato a Lampo all'interno della rubrica Giramondo - Cinegiornale dei ragazzi.
Dopo alcuni anni fu possibile ricostruire una parte della storia del cane: Lampo fu riconosciuto da un clochard del porto di Livorno, che si incontrò con Barlettani e gli raccontò di aver tenuto con sé l'animale per qualche tempo dopo averlo visto scendere da una nave statunitense nel 1951.
Lampo morì la sera del 22 luglio 1961, investito da un treno merci in manovra; venne seppellito nell'aiuola della stazione, ai piedi di un albero di acacia.

## Ricordo

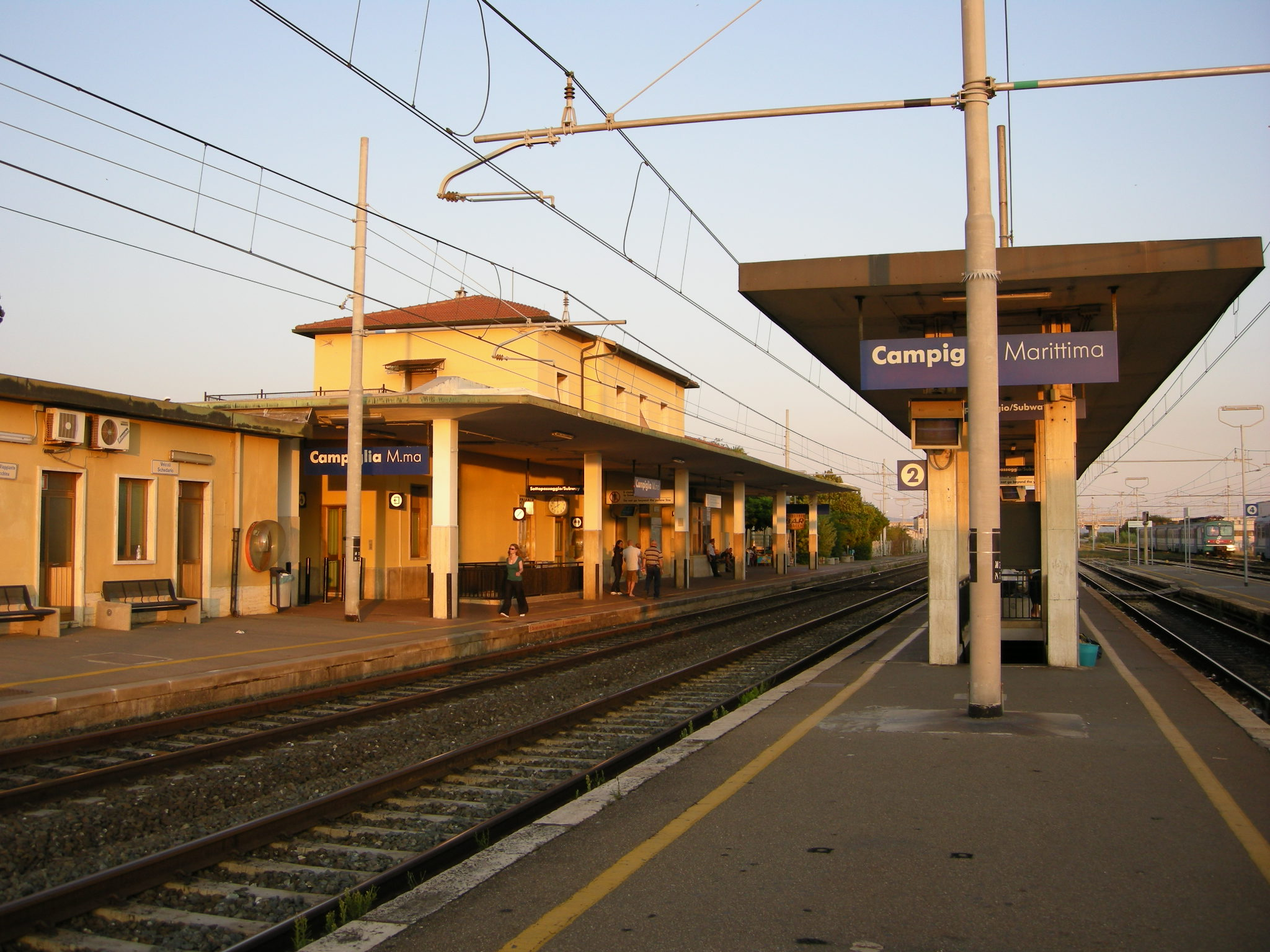
La stazione di Campiglia Marittima

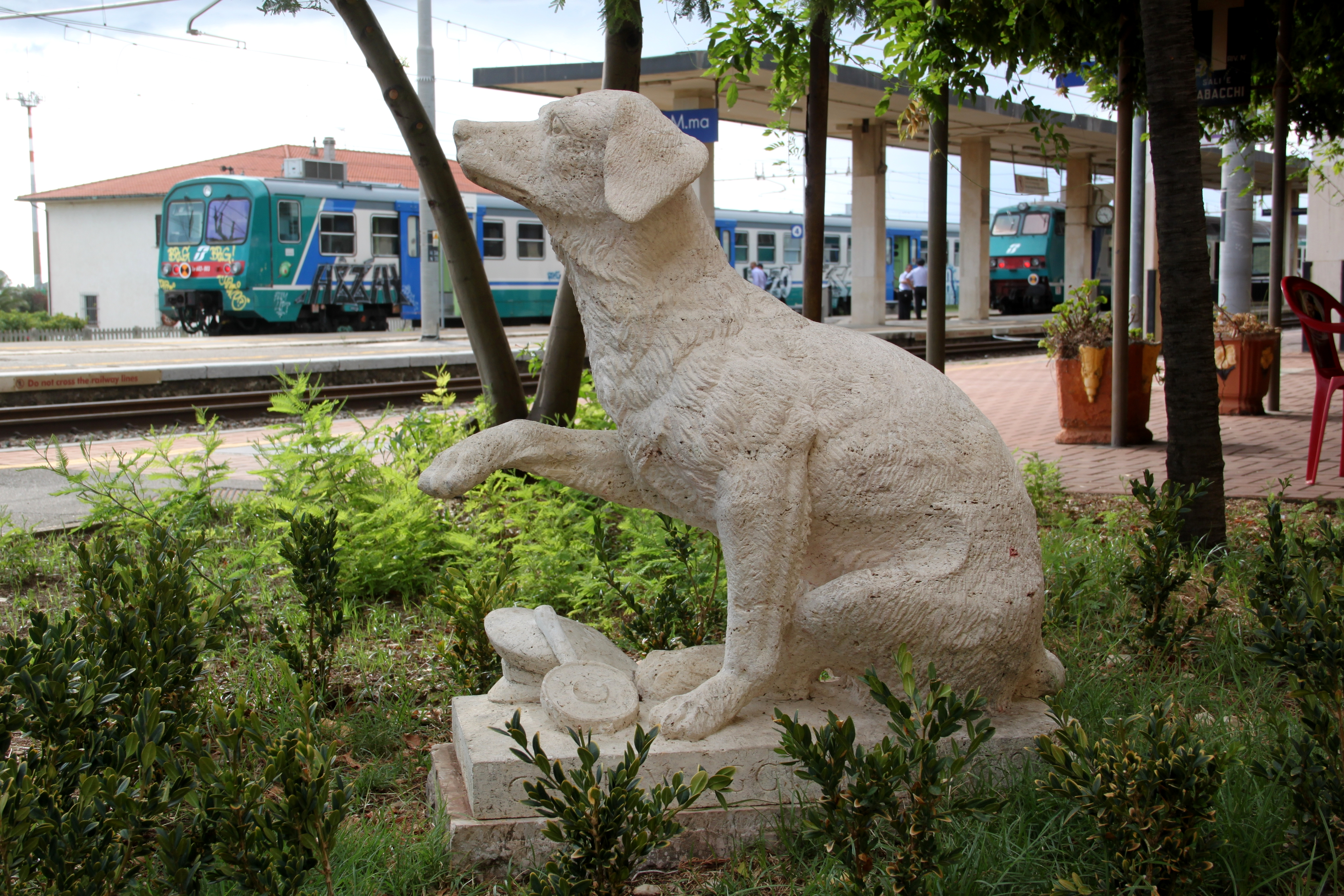
Monumento a ricordo di Lampo nella stazione di Campiglia Marittima

Poco tempo dopo la sua morte, grazie a una colletta dei ferrovieri e a una sottoscrizione lanciata dalla rivista statunitense This Week, presso la stazione di Campiglia Marittima venne inaugurato un monumento in ricordo di Lampo realizzato dallo scultore Andrea Spadini.
Il suo padrone, Elvio Barlettani (scomparso nel luglio 2006), pubblicò nel 1962 per la casa editrice Garzanti il libro Lampo, il cane viaggiatore, successo editoriale ripubblicato in una quindicina di edizioni fino al 2009. Il libro è stato tradotto in inglese (Lampo, the Traveling Dog), francese (Lampo, chien voyageur, ristampato con il titolo Le chien qui prenait le train), tedesco (Lampo fährt, wohin er will: Abenteuer eines gescheiten Hundes, traducibile in "Lampo va dove vuole: avventure di un cane intelligente") e giapponese.
Nel 1967 la storia di Lampo fu romanzata dallo scrittore polacco Roman Pisarski nel racconto O psie, który jeździł koleją (lett. "Sul cane che viaggiava in treno"), lettura obbligatoria nelle classi di terza elementare in Polonia.
È inoltre ricordato nelle note dell'album Lampo viaggiatore di Ivano Fossati, i cui testi non ne parlano esplicitamente, sebbene il titolo del disco ed il brano Lampo (sogno di un macchinista ferroviere) evochi il percorso dei treni sulla costa ligure.